# Sofosbuvir/velpatasvir
Sofosbuvir/velpatasvir, vendido bajo el nombre de marca Epclusa entre otros, es un medicamento de combinación en dosis fijas para el tratamiento de la hepatitis C. Combina sofosbuvir y velpatasvir. Tiene una efectividad mayor al 90% para los genotipos de hepatitis C del uno al seis.  También funciona para la hepatitis C en aquellos que tienen cirrosis o VIH/SIDA.  Se administra por vía oral. 
La combinación es generalmente bien tolerada.  Los efectos secundarios comunes incluyen dolores de cabeza, cansancio, dificultad para dormir y náuseas.  No se ha estudiado en mujeres embarazadas ni durante la lactancia.  Se requiere mayor cuidado en aquellos que también están infectados con hepatitis B. Sofosbuvir funciona bloqueando la proteína NS5B y velpatasvir bloquea la proteína NS5A. 
Sofosbuvir/velpatavir fue aprobado para uso médico en los Estados Unidos en 2016.  Está en la Lista de medicamentos esenciales de la Organización Mundial de la Salud, los medicamentos más efectivos y seguros que se necesitan en un sistema de salud. En el año 2017, en los Estados Unidos, el tratamiento costó aproximadamente US$74.800, mientras que en el mundo en desarrollo costó aproximadamente US$900.

## Usos médicos
Se utiliza un régimen de un comprimido único para adultos con infección por el genotipo 1 al 6 del virus de la hepatitis C crónica (VHC).

## Contraindicaciones
La combinación de velpatasvir/sofosbuvir con fuertes inductores de las enzimas hepáticas CYP2B6, CYP2C8 o CYP3A4, o con Glucoproteína-P, está contraindicada porque dichas sustancias pueden reducir la eficacia del medicamento contra la hepatitis C. 

## Efectos secundarios
Los efectos secundarios comunes (en más del 10% de las personas) son dolor de cabeza, fatiga y náuseas.  En los estudios, se experimentaron efectos secundarios graves en el 3% de los pacientes, y el 0,2% terminó la terapia debido a eventos adversos.  Estos efectos ocurrieron con frecuencias similares en personas tratadas con placebo.

## Interacciones y farmacocinética
- Véase Velpatasvir Sofosbuvir

## Historia
Beacon Pharmaceuticals, de Bangladés, presentó una versión genérica del producto con el nombre comercial de Sofosvel.  Beacon obtuvo la aprobación de la Dirección de Administración de Drogas del Ministerio de Salud y Bienestar Familiar de la República Popular de Bangladés.  Se espera que sigan otras empresas indias con licencias similares.
Velpatasvir/sofosbuvir fue desarrollado por la compañía farmacéutica Gilead Sciences y aprobado por la FDA de EE. UU. en junio de 2016.  En la Unión Europea se aprobó el 6 de julio de 2016 para el tratamiento de la infección crónica por el virus de la hepatitis C en adultos.